# En la palma de tu mano
En la palma de tu mano es una película de drama mexicana de 1951 dirigida por Roberto Gavaldón y protagonizada por Arturo de Córdova y Leticia Palma. La cinta fue galardonada con el Premio Ariel a Mejor película, Dirección, Actuación masculina, Fotografía, Argumento original, Edición, Escenografía y Sonido.

## Sinopsis
Karín, un «astrólogo, quirósofo y ocultista», es en realidad un estafador que se aprovecha de la credulidad de sus clientes, basándose en informes sobre ellas que consigue su esposa la vienesa Clara, empleada en un salón de belleza. Esta le comunica a Karín que un millonario, Vittorio Romano, acaba de morir al enterarse de que su esposa Ada lo ha traicionado con el sobrino de él, León. El adivino se presenta en el funeral como un amigo cercano del difunto, logrando que Ada le confiese que ella y León envenenaron a Vittorio para quedarse con su fortuna.
Al enterarse de lo sucedido, León intenta atropellar a Karín, pero es salvado por Carmelita, una vendedora de periódicos a la cual le lee las cartas de su hijo, un soldado que se encuentra en Corea, y lo oculta en su cabaña. En este lugar, Ada la viuda, se entrega a Karín y traman matar a León. Ella falta a la cita y tiene que enfrentar al sobrino solo, abatiéndole con un tiro, y lo entierra en la cabaña.
Sin embargo, para la lectura del testamento, es necesaria la presencia de León, por lo que van a desenterrarlo e intentan que parezca que fue atropellado por un tren. Cuando la policía encuentra el cadáver, cita a Ada para hacer el reconocimiento de este. Karín es requerido por la policía y cree que lo han detenido por intentar huir, por lo que confiesa lo del asesinato de León e involucra a Ada, ya que es su cómplice. Irónicamente, la policía le había pedido a Karín que les acompañase pero no para detenerlo, sino para que identifique el cuerpo de Clara, quien se había suicidado dejándole una carta.

## Reparto
- Arturo de Córdova: Jaime Karín
- Leticia Palma: Ada Cisneros de Romano
- Carmen Montejo: Clara Stein
- Ramón Gay: León Romano
- Consuelo Guerrero de Luna: señorita Arnold
- Enriqueta Reza: Carmelita

## Premios
El film fue nominado a 11 Arieles, de los cuales 8, le fueron otorgados en 1952: 1) a la mejor película, 2) a la dirección, 3) a la actuación masculina (Arturo de Córdova), 4) a la fotografía, 5) al argumento original, 6) a la edición, 7) a la escenografía y 8) al sonido (Rodolfo Benítez).